# Henk Steeman
Henk Steeman (né le 15 janvier 1894 à Rotterdam et mort le 16 février 1979 à La Haye) est un footballeur international néerlandais. Il participe aux Jeux olympiques d'été de 1920, remportant la médaille de bronze avec les Pays-Bas.

## Biographie
Henk Steeman reçoit 13 sélections en équipe des Pays-Bas entre 1919 et 1925, sans inscrire de but.
Il joue son premier match en équipe nationale le 24 août 1919, en amical contre la Suède (défaite 4-1 à Stockholm).
Il participe aux Jeux olympiques d'été de 1920 organisés en Belgique. Lors du tournoi olympique, il joue quatre matchs, contre le Luxembourg, la Suède, la Belgique, et l'Espagne.
Le 19 novembre 1922, il est capitaine de la sélection néerlandaise lors d'un match amical face à la Suisse (défaite 5-0 à Berne). Il reçoit sa dernière sélection le 29 mars 1925, en amical contre l'Allemagne (victoire 2-1 à Amsterdam).

## Palmarès

### Jeux olympiques
- Jeux olympiques de 1920 :
  -  Médaille de bronze.